# Euchloe ausonia
Euchloe ausonia es una mariposa de la familia Pieridae.
La envergadura es 36 a 48 mm, las larvas se alimentan en las flores y frutos jóvenes de Sinapis arvensis, Isatis tinctoria, Isatis glauca, Aethionema saxatile, Iberis sempervirens, Biscutella mollis, Biscutella laevigata, Bunias erucago y Saxatilis aurinia . Se distribuye por Europa y Asia Menor.

## Subespecies
- Euchloe ausonia ausonia
- Euchloe ausonia maxima (Verity, 1925)
- Euchloe ausonia graeca (Verity, 1925)
- Euchloe ausonia pulverata (Christoph, 1884)
- Euchloe ausonia volgensis (Krulikovsky, 1897)
- Euchloe ausonia melisande (Fruhstorfer, 1908)